# Phyllanthus montrouzieri
Phyllanthus montrouzieri là một loài thực vật có hoa trong họ Diệp hạ châu. Loài này được Guillaumin miêu tả khoa học đầu tiên năm 1913 publ. 1914.